# (399) Персефона
(399) Персефона (др.-греч. Περσεφόνη) — крупный астероид главного пояса, который принадлежит к спектральному классу X. Он был открыт 23 февраля 1895 года немецким астрономом Максом Вольфом в обсерватории Хайдельберга и назван в честь древнегреческой богини плодородия и царства мёртвых Персефоны.

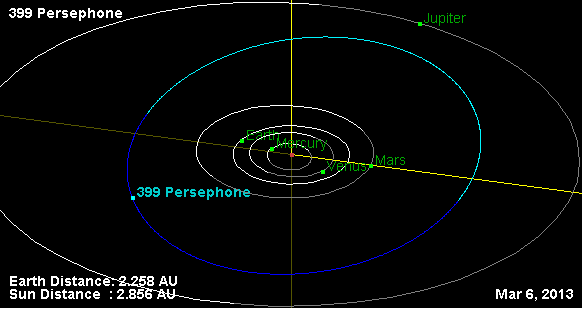
Орбита астероида Персефона и его положение в Солнечной системе